# FIL-Sommerrodel-Cup 2024
Der FIL-Sommerrodel-Cup 2024 ist die 31. Auflage des von der Fédération Internationale de Luge veranstalteten Sommerrodel-Cups auf der Rennschlittenbahn „Wolfram Fiedler“ in Ilmenau. Die Austragung ist für den 8. Juni 2024 vorgesehen. Es sollen Wettbewerbe in den Altersklassen Elite/Junioren und Jugend A stattfinden.

## Titelverteidiger
Beim FIL-Sommerrodel-Cup im September 2023 siegten Max Langenhan und Elisa-Marie Storch in der Altersklasse Elite/Junioren sowie Alexandra Oberstolz und Paul Socher in der Altersklasse Jugend A.

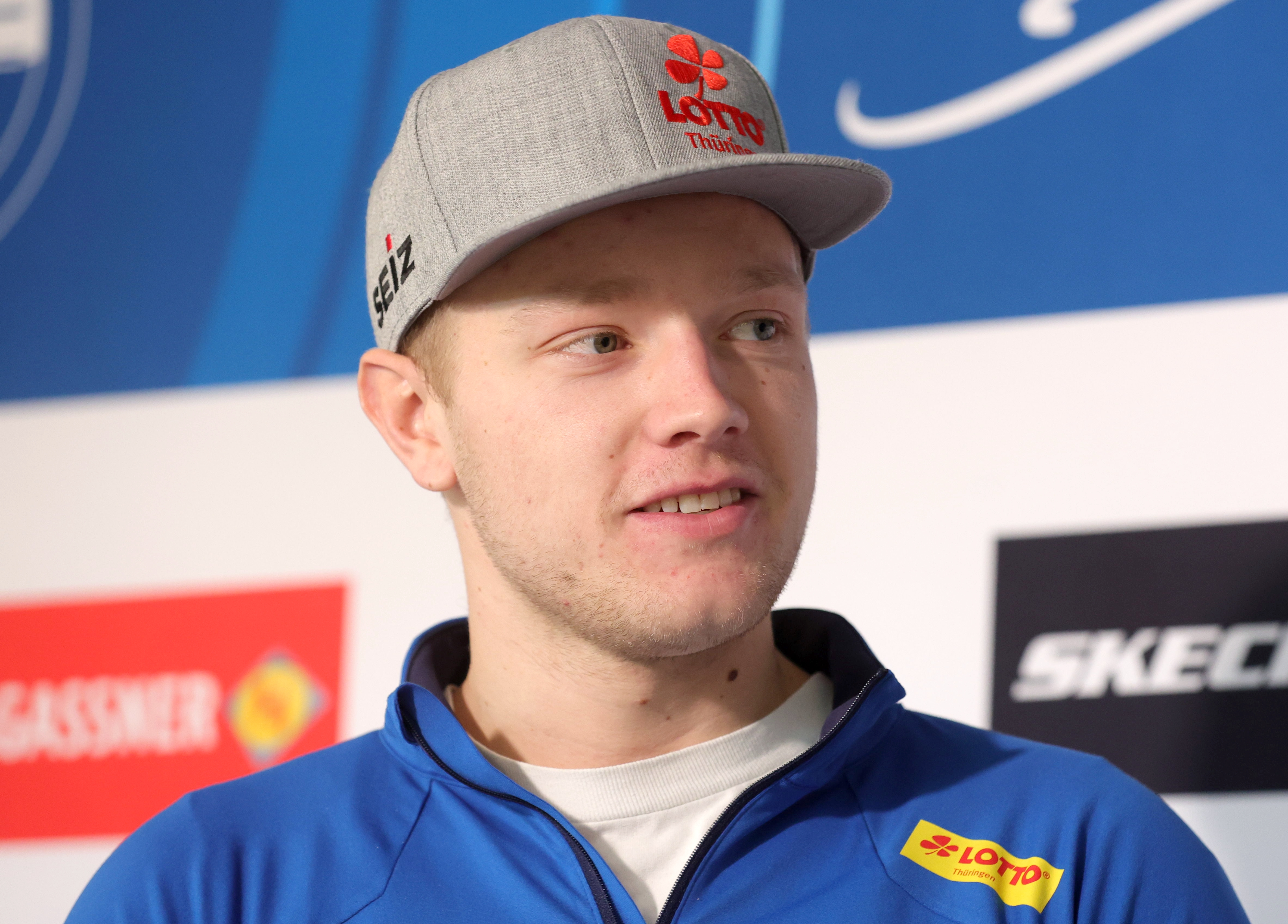
Max Langenhan
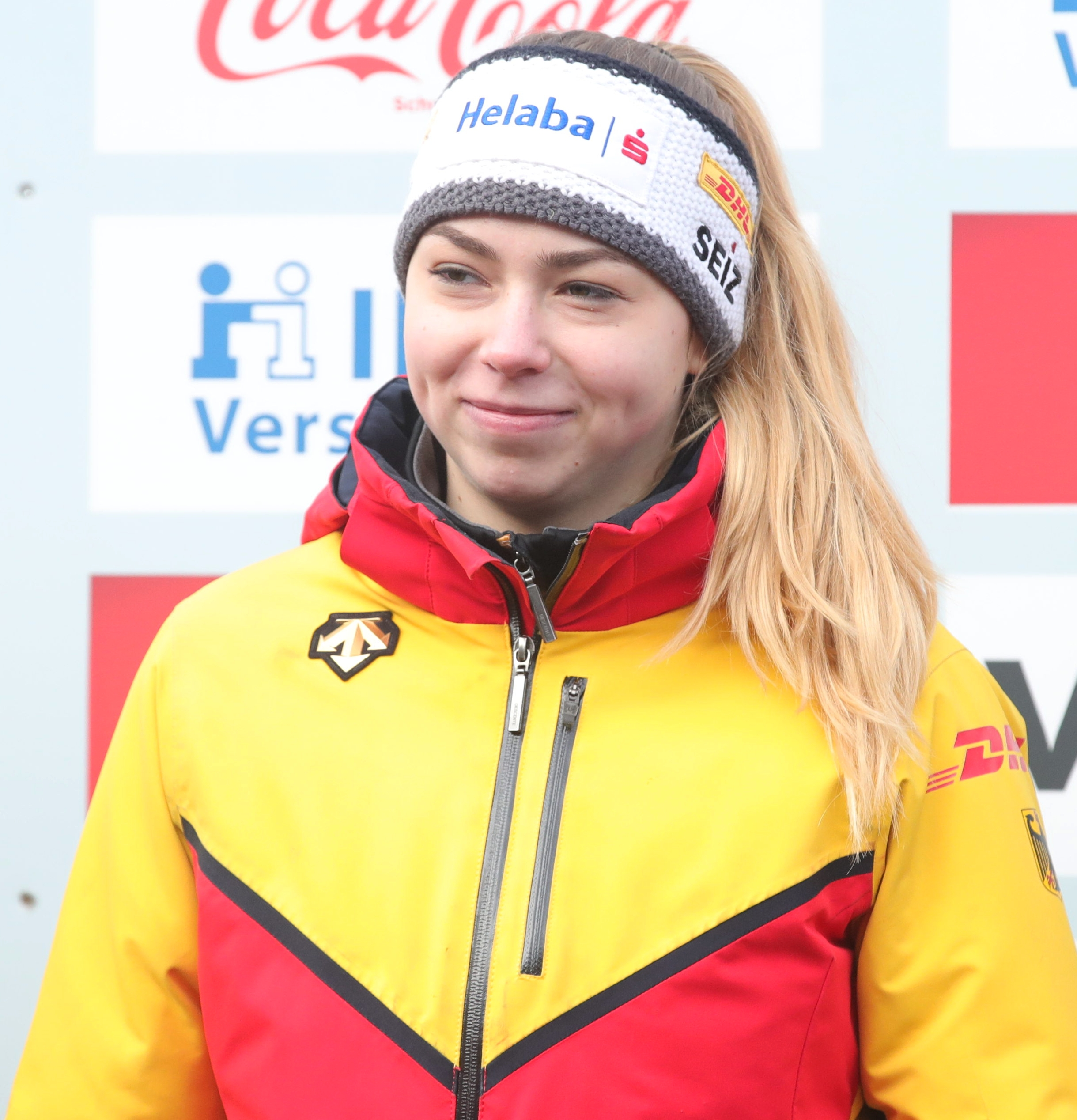
Elisa-Marie Storch
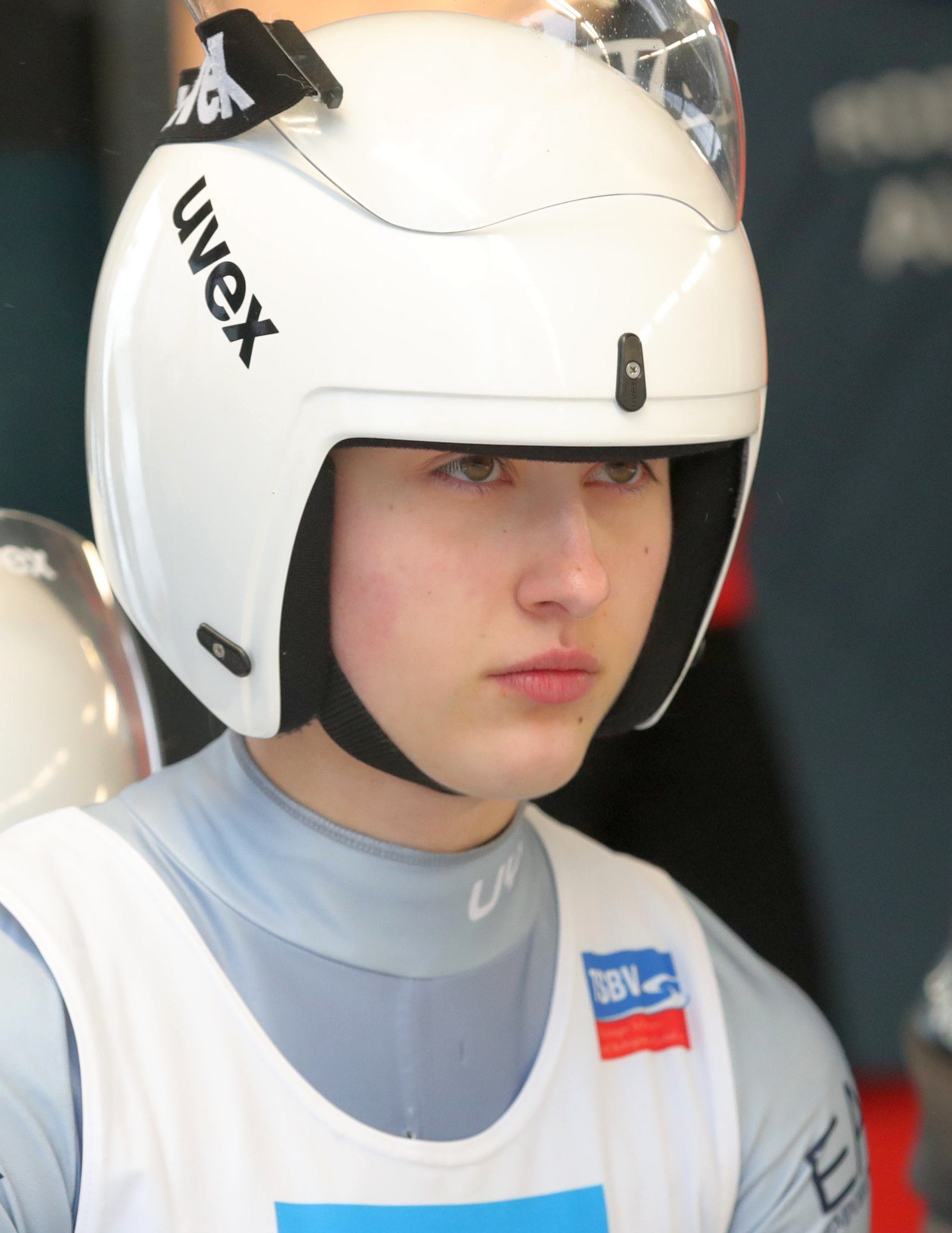
Alexandra Oberstolz
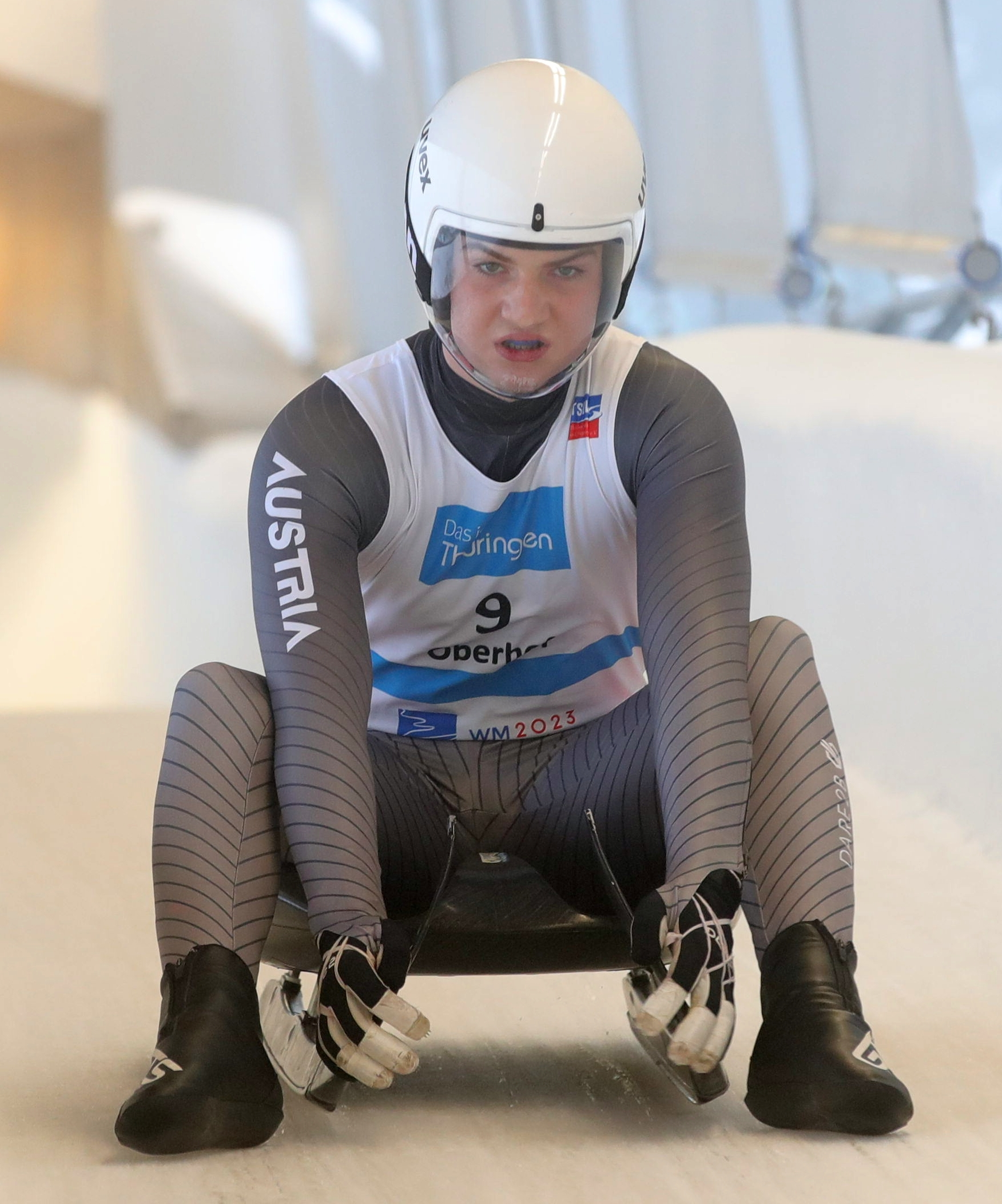
Paul Socher